# Eucithara monochoria
Eucithara monochoria é uma espécie de gastrópode do gênero Eucithara, pertencente à família Mangeliidae.